# Bentiu
Bentiu, også stavet Bantiu, er en by i Sydsudan, der er hovedstad i delstaten Unity.

## Beliggenhed
Bentiu ligger i Rubkona County, i regionen Greater Upper Nile i Sydsudan, nær den internationale grænse til Republikken Sudan. Den ligger cirka 654 kilometer nordvest for Juba, hovedstaden og den største by i landet. Bentiu ligger på den sydlige bred af Bahr el Ghazal-floden, der adskiller den fra byen Rubkona, som ligger på flodens nordlige bred. De to byer er forbundet af El Salaam-broen over floden. Denne bro blev sammen med et marked bombet og delvist beskadiget af nordsudanesiske MiG-29 bombefly den 23. april 2012 under Heglig-krisen. Mindst tre mennesker blev dræbt i angrebet.

## Befolkning
I 2006 anslog man befolkningen i Bentiu (inklusiv Guit County Payams) til at være 100.230 mennesker.

## Oversigt
Byen var det administrative, politiske og kommercielle centrum for delstaten Unity før dens reorganisering i 2015 i de tre nye stater Ruweng, Southern Liech og Northern Liech, og igen efter statens genetablering. Statsguvernøren har hovedkvarter i byen, men amtshovedkvarteret for Rubkona County ligger i byen Rubkona på den anden side af floden.
Under den sydsudanske borgerkrig (en), der begyndte i december 2013, mistede den nationale regering kontrollen over byen til en kommandant, der var loyal over for den tidligere vicepræsident Riek Machar, selvom Machar benægtede dette. Volden i området fortsatte, og den 17. januar 2014 blev en FN- embedsmand citeret for at sige, at byen "simpelthen ikke eksisterede længere", og at "den var fuldstændig brændt ned". I april 2014 blev mere end 400 mennesker dræbt af " Sudan People's Liberation Movement in Opposition Army" (en udbrydergruppe af Det Sudanske Folks Befrielses Hær) ledet af Machar.

## FNs beskyttelse af civile i Bentiu
I december 2014 boede der mellem 40.000 og 50.000 internt fordrevne mennesker i Bentius flygtningelejr, der ligger uden for den plyndrede by, og Læger uden Grænser var begyndt at tilbyde lægehjælp.
I 2015 viste en undersøgelse, at nuer var det foretrukne fællessprog i lejren.
I 2016 blev lejren betragtet som den største flygtningelejr i Sydsudan, hvor over 120.000 mennesker havde søgt tilflugt for at undslippe kampene. Forholdene i lejren var særligt vanskelige i den tørtiden, hvor temperaturerne kan nå op til 40 grader Celsius. Yderligere brønde blev boret for at øge den tilgængelige vandforsyning med hjælp fra velgørenhedsorganisationen Groundwater Relief.
I 2018 iværksattes et pilotprojekt med en træplanteskole i lejren af International Organization for Migration South Sudan med støtte fra USAID's kontor for amerikansk udenlandsk katastrofehjælp og Europa-Kommissionens generaldirektorat for europæisk civilbeskyttelse og humanitære bistandsoperationer. Projektet anvendte "lokale træer" som mango, guava, citron m-fl.
I november 2018 rapporterede Læger uden Grænser, at der havde fundet en række chokerende angreb sted mod 125 kvinder og piger, der var på vej til et fødevaredistributionscenter i Bentiu. Den 20. december udtalte Sydsudans regering, at "påstande om seksuelle overgreb på mere end 150 kvinder og piger uden for Bentiu i den nordlige delstat Liech er ubegrundede og grundløse."  FN-missionen i Sydsudan (en) udsendte et menneskerettighedsteam til området for at undersøge påstande om 150 voldtægter, inførte patruljering for yderligere beskyttelse og begyndte at rydde buskads og vegetation fra vejkanter for at afskrække og gøre det vanskeligere for angribere. 
En dokumentar fra 2021, Voices from Bentiu, portrætterer arbejdet udført af Doctors not Borders' personale og patienter.

Befolkningstallet i lejren svingede pr. oktober 2023 mellem cirka 100.000 og 160.000, da folk søgte tilflugt fra væbnede konflikter men også fra flere års oversvømmelser på grund af kraftig nedbør.

## Eksterne links
- Bentius placering på Google Maps
- Bentius profil på Travelngluck.com
- Sudan, olie og menneskerettigheder